# 2023 BU
2023 BU es un asteroide cercano que pasó por la Tierra a 9.878 km (0.00007 UA), el día 26 de enero de 2023 a las 21:17 UTC.
Descubierto el 21 de enero de 2023 por el astrónomo aficionado Gennadiy Borisov en Nauchnyi, Crimea, unos cinco días antes de su aproximación más cercana a nuestro planeta.
El asteroide tiene entre 4 y 9 metros de diámetro y tiene una magnitud absoluta de 29,215.
El perihelio de 2023 BU fue el 27 de enero de 2023, cuatro horas después del máximo acercamiento a la Tierra.

## Datos de aproximación más cercana
| Fecha/Hora                     | Distancia a la Tierra (km/UA) | Distancia a la Luna (km/UA) | Distancia al Sol (km/UA)        | Velocidad relativa (km/s) |
| ------------------------------ | ----------------------------- | --------------------------- | ------------------------------- | ------------------------- |
| 27 de enero de 2023, 21:08 UTC | -                             | 371.773 km (0.00249 UA)     | -                               | 10.04 km/s                |
| 27 de enero de 2023, 21:17 UTC | 9.878 km (0.00007 UA)         | -                           | 147,4 millones de km (0,985 UA) | 9.27 km/s                 |

El acercamiento del asteroide en enero de 2023 aumentará su período orbital de 359 días a un estimado de 426 días, elevará las distancias del perihelio y el afelio. La velocidad relativamente baja al encuentro con la Tierra de 9,27 km/s es el resultado de una baja excentricidad y una órbita similar a la de la Tierra.

## Próximos acercamientos
| Fecha/Hora (UTC)                       | Distancia a la Tierra (km/UA) | Velocidad relativa (km/s) |
| -------------------------------------- | ----------------------------- | ------------------------- |
| 24 de diciembre de 2029, 17:16 ± 03:45 | 20.432.311 km (0.13658 UA)    | 1.52 km/s                 |
| 5 de diciembre de 2036, 21:31 ± 00:18  | 42.886.163 km (0.28668 UA)    | 10.26 km/s                |
| 19 de junio de 2037, 04:51 ± 00:41     | 28.939.347 km (0.19345 UA)    | 3.79 km/s                 |
| 23 de noviembre de 2043, 23:04 ± 00:08 | 74.467.820 km (0.49779 UA)    | 16.61 km/s                |

No hay riesgo de un impacto en la Tierra durante el acercamiento a la Tierra en enero de 2023. Suponiendo que el asteroide tiene 9 metros de diámetro, un impacto por él no alcanzaría el suelo y se desfragmentaría a unos 30 km de la superficie.
Tales impactos ocurren aproximadamente cada 7 años.